# Heterorrhina simillima
Heterorrhina simillima är en skalbaggsart som beskrevs av Mohnike 1873. Heterorrhina simillima ingår i släktet Heterorrhina och familjen Cetoniidae. Inga underarter finns listade i Catalogue of Life.